# Молдавская народная музыка
Молдавская народная музыка (молдавский музыкальный фольклор) — традиционная музыка молдаван, является частью молдавской народной культуры.
Самобытный музыкальный молдавский фольклор складывался на протяжении веков в тесной взаимосвязи с музыкальным творчеством народов Центральной Европы и Балкан: болгар, русин, греков, турок-османов, а также румын и венгров.
В молдавской народной музыке наиболее распространены диатонические лады: дорийский (часто с повышенной 4-й ступенью), ионийский, миксолидийский, фригийский, эолийский, гармонический и дважды гармонический минор, различные переменные лады. Также встречаются лады, которые включают один или два полуторатоновых интервала, и уменьшённый лад. В инструментальной музыке встречаются хроматизмы.
Народные песни обычно одноголосны, но под влиянием украинцев появились и двухголосное пение. Наиболее древними являются трудовые и обрядовые песни: колядки (колинды), застольные, свадебные плачи, похоронные. Особое место в музыке принадлежит дойнам — лирическим народным песням, возникшим в эпоху раннего феодализма в пастушеской среде и объединяющему широкий круг молдавских лирических, эпических и героических образов. Важное место в занимают и колинды — обрядовые песни, родственным славянским колядкам, где преобладают архаичные ладовые структуры.
Профессиональная музыкальная культура возникла в Молдавском княжестве в средние века. Около 1500 года в Путнянском монастыре была создана певческая школа. В 1653 году господарь Василий Лупу основал певческую школу в Яссах при церкви Трёх Святителей. В состав средневекового молдавского войска входили трубачи. В середине XV века при господарском дворе имелись певчие.
Молдавское княжество долгое время находилось в зависимости от Османской империи, что отразилось турецким влиянием на молдавскую музыку. Так в XVII веке в придворных празднествах участвовали духовые оркестры — метерхане или тубулхане. При дворе играли и оркестры молдавских народных инструментов — тарафы, исполняющие лэутарскую музыку. Выступления комедиантов и скоморохов (молд. мэскэричей) сопровождались игрой на музыкальных инструментах.
Присутствуют в молдавской музыке и такие формы, как бочет (причитание) и городской романс, пришедший в Молдавию в конце XVIII века. Богато народное творчество и инструментальными мелодиями, которые выполняют функцию сопровождения к танцу, а зачастую являются и самостоятельными художественными произведениями.
В советское время становятся популярными ансамбли «Мэрцишор», «Кодру», «Чобэнаш», «Чокырлия» и Валентина Кожокару, Сергей Лункевич, Константин Москович, Николае Сулак, Тамара Чебан. Народные песни исполняют также София Ротару и Надежда Чепрага.
Среди современных исполнителей народной музыки следует выделить Василия и Виталия Адваховых, Дойну Арсене, Арсения Ботнару, Сергея Бэлуцела, Валентина Голомоза, Зинаиду Жуля, Василе Иову.
С 2005 года во многих населённых пунктах Молдавии работает радио «Норок» (рум. Noroc), транслирующее народную музыку.